# Cerkiew Zaśnięcia Bogarodzicy w Andrzejówce
Cerkiew Zaśnięcia Bogarodzicy w Andrzejówce – dawna drewniana cerkiew greckokatolicka wzniesiona w latach 1860-1864, znajdująca się w miejscowości Andrzejówka.
Po 1947 przejęta i użytkowana przez kościół rzymskokatolicki i pełni funkcję kościoła filialnego pw. Najświętszej Maryi Panny parafii w Miliku.
Cerkiew znajduje się na Szlaku architektury drewnianej w Województwie Małopolskim.

## Historia
Obecną cerkiew zbudowano prawdopodobnie w latach 1860-1864. Istnieją też przypuszczenia, że w okresie tym została jedynie przebudowana starsza, XVIII lub nawet XVII-wieczna świątynia. Była wielokrotnie remontowana w latach 1874, 1925, 1967, 1978, 1988, 1998.

## Architektura i wyposażenie
Budowla drewniana konstrukcji zrębowej. Orientowana, trójdzielna z prezbiterium z zakrystią, szerszą kwadratową nawą i słupową wieżą o pochyłych ścianach, obejmującą babiniec przedsionek i zahatę. Ściany obite gontem. Dachy namiotowe z makowicami i pozornymi latarniami. 
Wewnątrz XIX-wieczna polichromia ornamentalna oraz pochodzący z tego samego okresu ikonostas. W nawie znajdują się nastawy dwóch XVIII-wiecznych ołtarzy przedstawiające Ukrzyżowanie oraz Zdjęcie z Krzyża oraz feretrony przedstawiające Matkę Boską z Dzieciątkiem oraz św. Barbarę. 
Interesującym elementem wyposażenia jest obecnie nieużywany instrument muzyczny zwany dzwonem Ewy. Tworzy go stalowa sztaba z nawierconymi różnej wielkości otworami podwieszona do stropu. Grano na nim uderzając w instrument metalowymi młoteczkami.

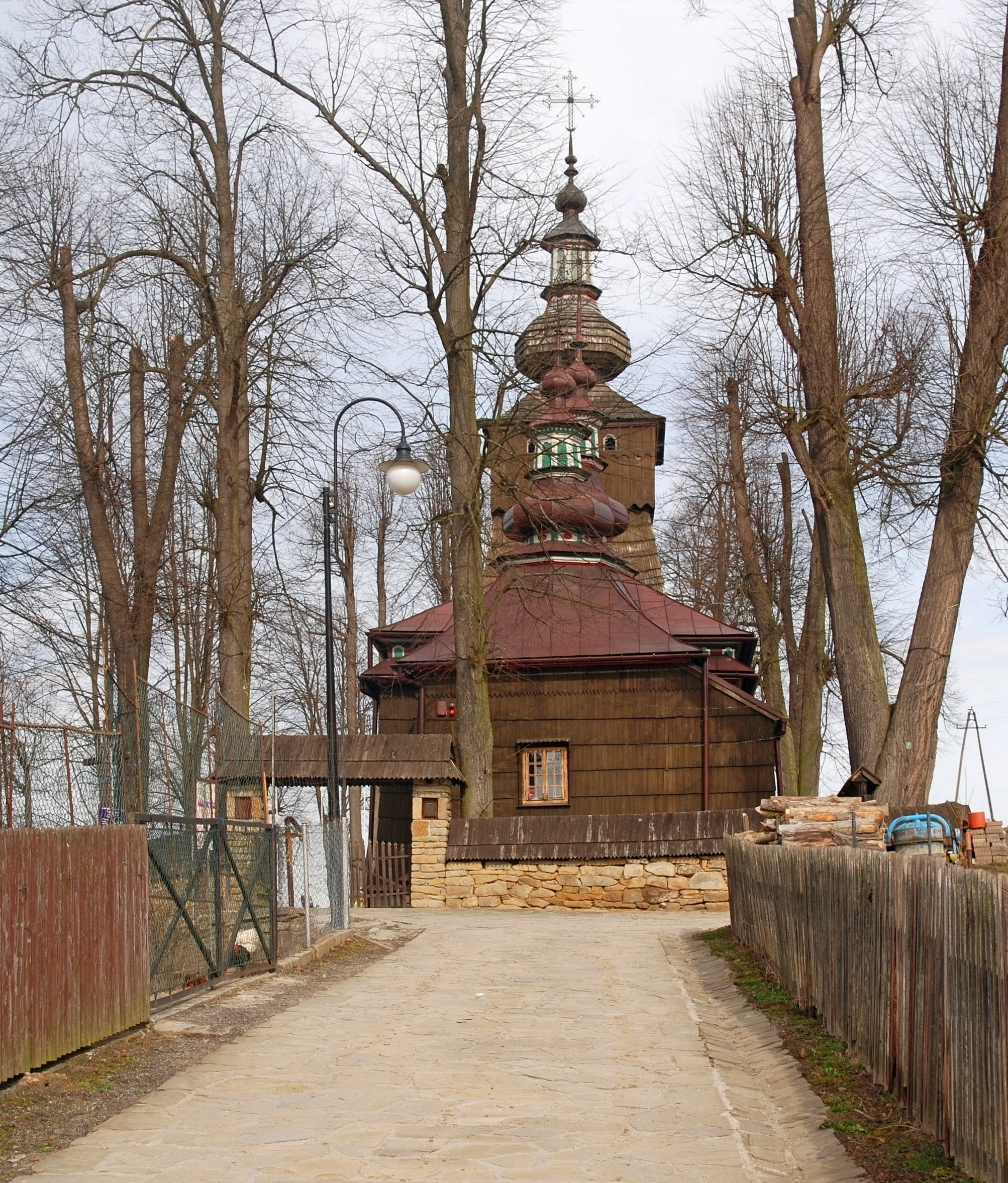
Elewacja wschodnia
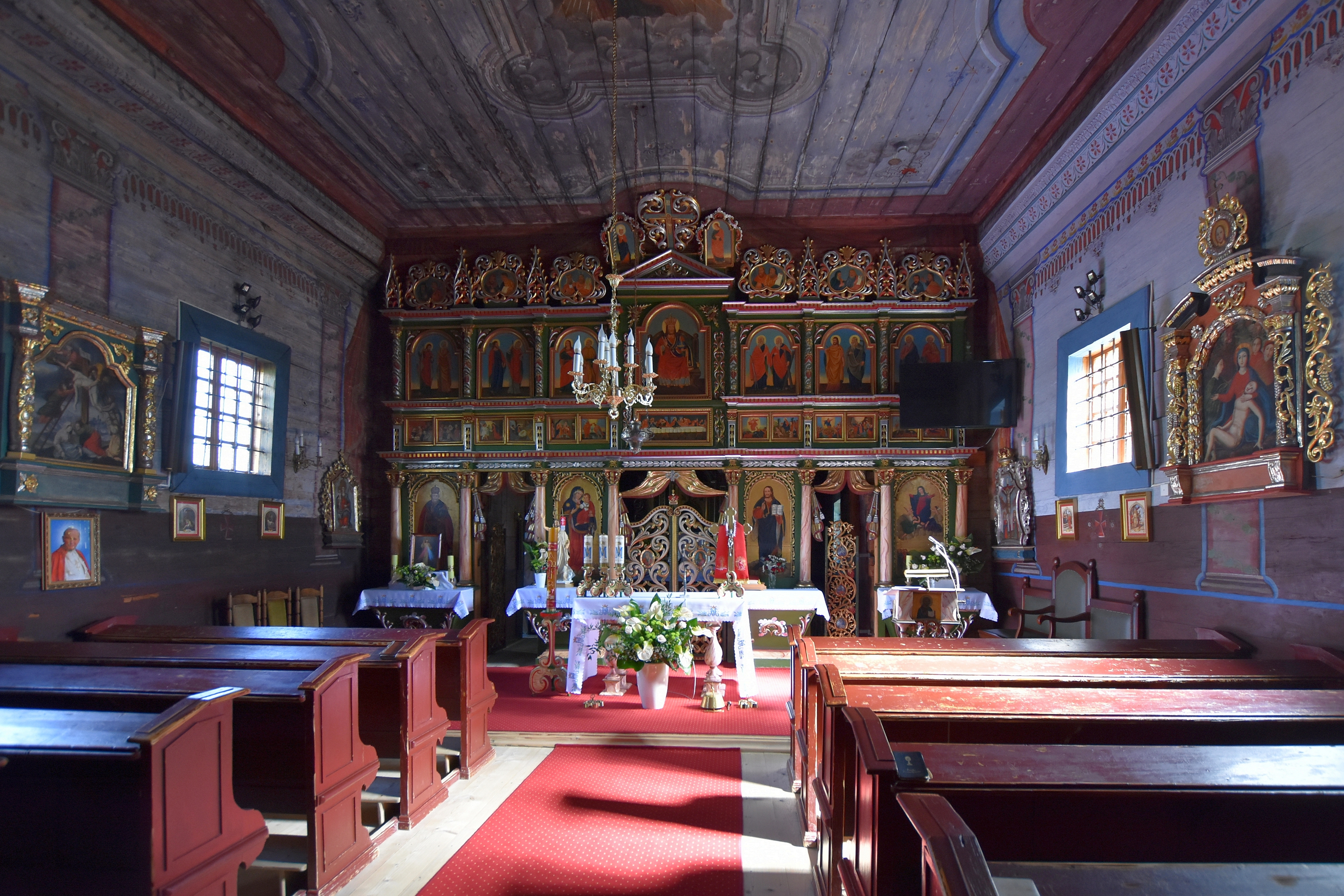
Wnętrze
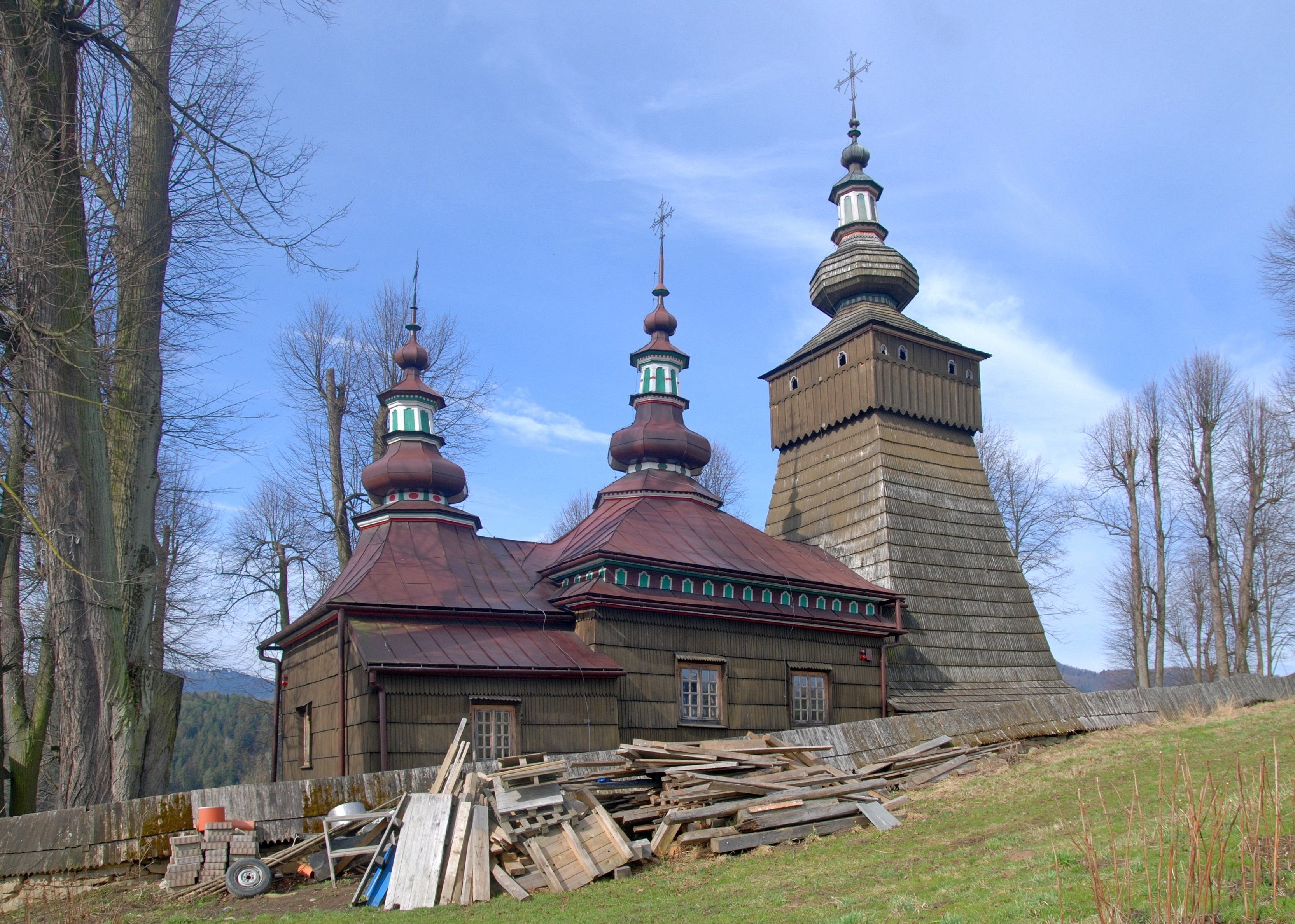
Elewacja północna

## Otoczenie
Cerkiew ogrodzona jest murem z kamienia łamanego, nakrytym gontowym daszkiem. W ogrodzeniu cmentarz przycerkiewny oraz stuletnie lipy będące pomnikami przyrody. 